# Parque nacional Baw Baw
Baw Baw es un parque nacional en Victoria, Australia, ubicado a 111 km al este de Melbourne. Dentro de éste se encuentran la  Meseta Baw-Baw (Baw-Baw Plateau) y el Monte Baw Baw, una pequeña estación de esquí, incluyendo una población cercana, técnicamente fuera del parque nacional.
Geográficamente, la Meseta Baw-Baw es un  altiplano de varios picos: (Monte Baw Baw, Monte San Gwinear (Mount Saint Gwinear), Monte San Phillack (Mount Saint Phillack), Monte Érica (Mount Erica) y Monte Whitelaw (Mount Whitelaw) de largely afloramientos de terreno subalpino donde cantos rodados de granito expuestos a la superficie salpican la meseta con praderas alpinas intercaladas por bosquecillos de eucalipto de nieve. 
El área fue explorada por primera vez en 1860 por el botánico Ferdinand von Mueller. Esta área fue colonizada en los 1880s y 1890s después del descubrimiento de oro en el área. El Parque Nacional Baw Baw fue declarado en abril de 1979.
La vegetación típica del bosque es hierbas bajas, vegetación de tipo brezal y eucaliptos de nieve, a lo que típicamente se le describe como flora su-alpina. La fauna abunda en las laderas de la meseta mayor (Meseta Baw Baw), incluyendo el Possum de Leadbeater, el cual está sumamente amenazado y es el emblema del estado de Victoria.

## Actividades
En la actualidad los principales usos del parque son esquiar en invierno y la excursión en el bosque en el verano. Es popular para el esquí cross country, esquí cuesta abajo, exploración en el bosque, caza, descenso de ríos y piragüismo, pesca, paseos espectaculares en vehículo y picnics. 
También hay mucho que ver para aquellos interesados en botánica y geología. El pico más alto en el parque es el Monte San Phillack, una meseta de granito elevándose a 1566 metros.
Existe un popular turismo de esquí a lo largo de la Meseta Baw Baw entre el  Monte Baw Baw, más allá del Monte San Phillack hasta el Monte San Gwinear. Existe incluso un grupo de esquí patrullaje voluntario, the St Gwinear Ski Patrol (La Patrulla de Esquí San Gwinear). Ellos operan los fines de semana y patrullan alrededor de la porción de San Gwinear del parque nacional. Ellos accesan al parque desde el lado opuesto de la meseta a la estación de esquí en el Monte Baw Baw. Otra actividad de esquí popular es el esquí nórdico en el Monte Baw Baw. Este fue introducido en 1972, incluyendo carreras de campeonato y escuela de esquí.
La caduca baya Baw Baw (Baw Baw Berry), Wittsteinia vacciniacea se encuentra en la meseta.

## Galería

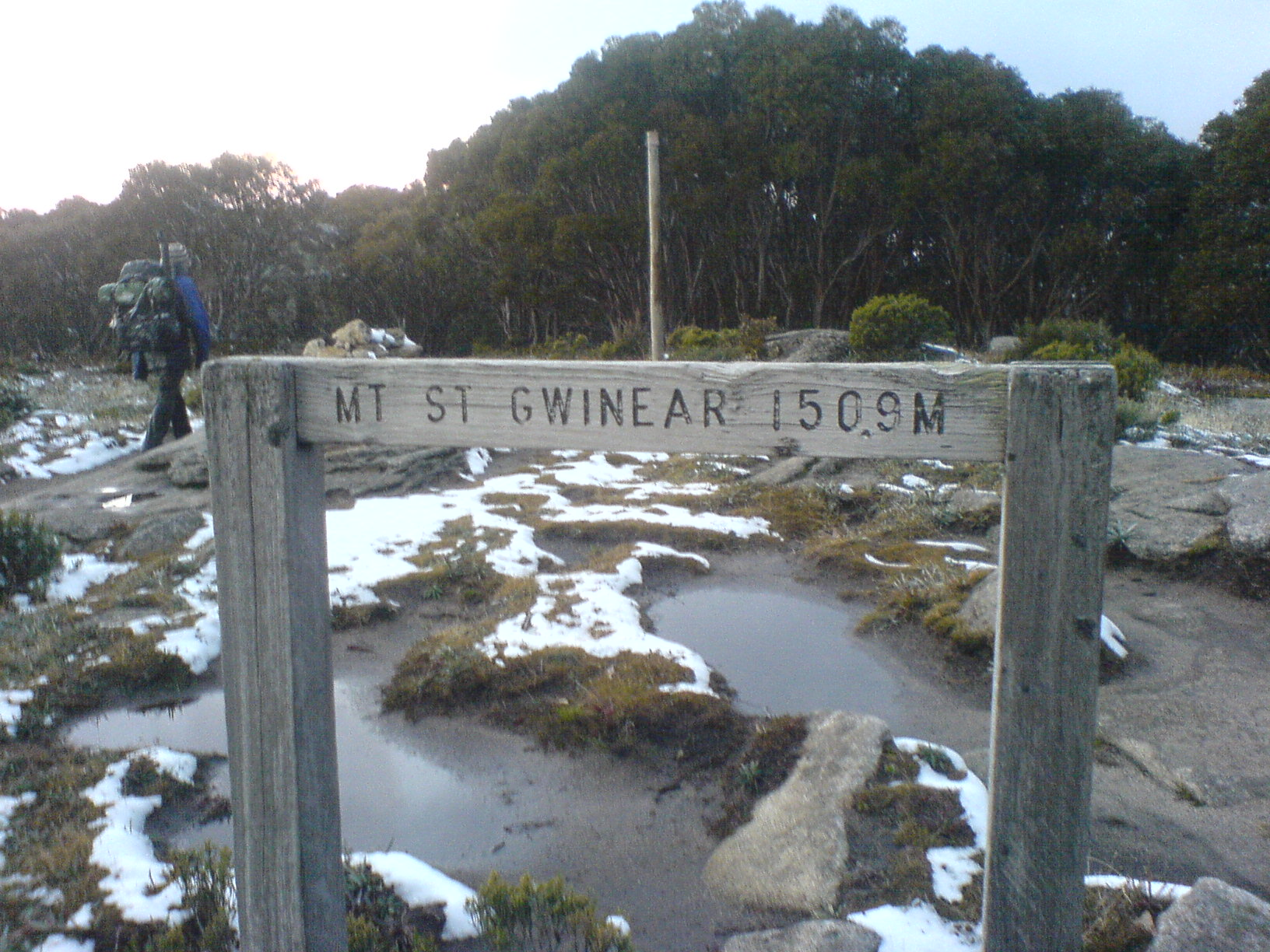
Cumbre del Monte San Gwinear
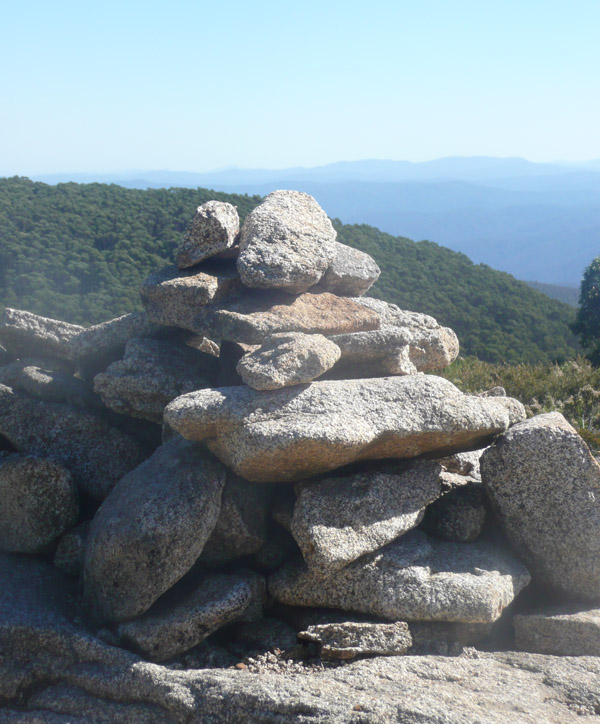
Cumbre Cairn en el Monte San Gwinear a 1509 metros de altitud
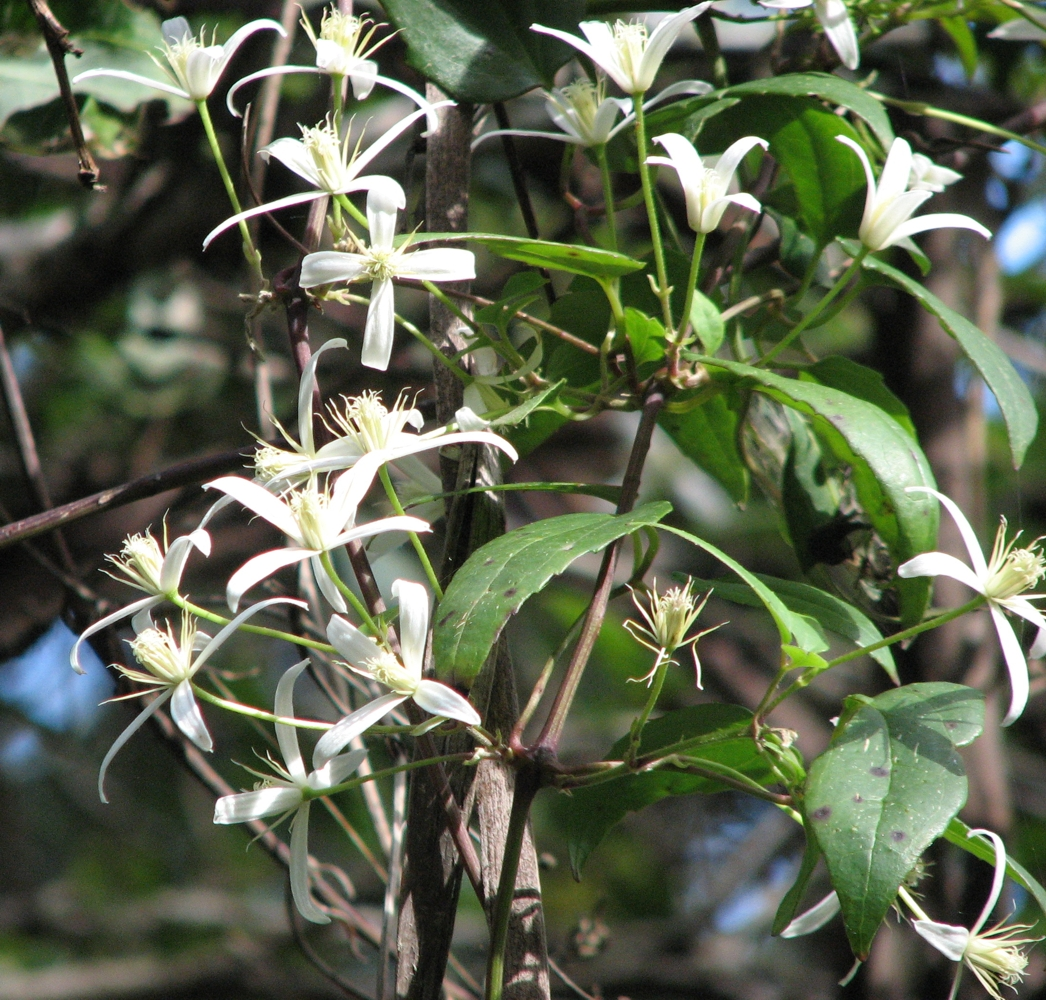
Clematis aristata
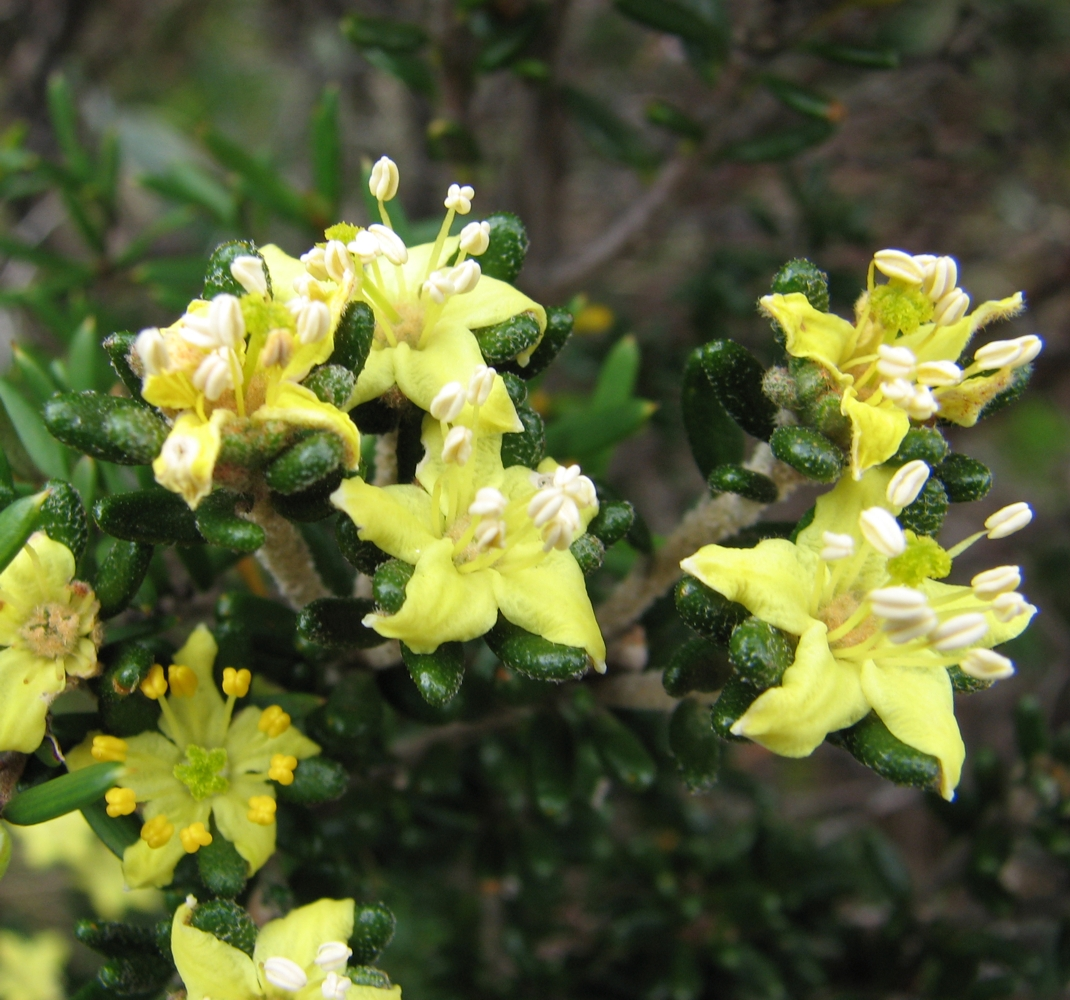
Asterolasia trymalioides